# Charles Julien Brianchon
Charles Julien Brianchon (Sèvres, 19 de dezembro de 1783 — Versalhes, 29 de abril de 1864) foi um matemático e químico francês.
É conhecido por sua prova do teorema de Brianchon (1810).
Seu livro Mémoire sur les lignes du second ordre (Paris, 1817) está disponível online.